# Ciparski Grci
Ciparski Grci (grč. Ελληνοκύπριοι) broje oko 580 000 stanovnika Cipra (77 %) i pripadaju grčkom govornom području. Postoje velike zajednice u Londonu, Ateni, SAD-u i Australiji. Etnička skupina smatra se jezično i kulturno grčkom zajednicom.

## Podrijetlo
Korijeni ciparskih Grka su kontroverzni. Grčki mitovi govore o grčkoj kolonizaciji otoka nakon Trojanskog rata. Vassos Karagheorgis i drugi istraživači govore o naseljavanju otoka u jednom ili više valova od pripadnika mikenske kulture s Peloponeza. David Rupp, Bernard Knapp i drugi govore o postupnoj kulturnoj asimilaciji autohtonog stanovništva tijekom starijeg željeznog doba.

## Od 1974.
Kao rezultat bijega i protjerivanja nekih 160 000 ciparskih Grka sa sjevera otoka 1974. godine, žive gotovo isključivo u grčki-dominantnom jugu. U nekim selima na poluotoku Karpaz ostala je malobrojna manjina od oko 700 ciparskih Grka u prostoru gotovo isključivo naseljenim ciparskim Turcima, kao i useljenicima nakon 1974. s turskog kopna, a osobito iz Anadolije, koji su došli na međunarodno nepriznatu – Tursku Republiku Sjeverni Cipar.

## Jezik i religija
Ciparski Grci su oko 80% pripadnici Ciparske pravoslavne Crkve i govore ciparskim dijalektom grčkog jezika. Zbog duge političke i prostorne izolacije u srednjem vijeku i u novije doba imaju mnoge jezične arhaizme. Standardni grčki jezik koristi u svim formalnim kontekstima (u obrazovanju, uredima, medijima) te u pisanom obliku.